# Apollo Justice: Ace Attorney
Apollo Justice: Ace Attorney, i Japan känt som Gyakuten Saiban 4 (逆転裁判4?  "Helomvändningsrättegång 4"), är ett visuell roman-äventyrsspel som utvecklades och gavs ut av Capcom till Nintendo DS i Japan på japanska den 19 februari 2007, på engelska i Nordamerika den 19 februari 2008, och på flera språk i Europa och Australien i maj samma år.
Spelet är den fjärde delen i Ace Attorney-serien, och den första som utvecklades specifikt till Nintendo DS, till skillnad från de första tre som släpptes till Game Boy Advance innan de portades till Nintendo DS.

## Handling
Apollo Justice utspelar sig 7 år efter Ace Attorney: Trials and Tribulations. Huvudkaraktären är Apollo Justice, en försvarsadvokat, som under sitt första fall, försvarar sin idol, Phoenix Wright. Phoenix har förlorat sitt advokat tjänstmärke och efter rättegången lär Apollo att han har en 15 år dotter, vid namn Trucy Wright och att han själv har en mystisk kraft som gör att han kan se folks beteendemönster när dem är nervösa. Under spelets gång, får Apollo lära om sin nya kraft och händelsen bakom Pheonixs jobbförlust.